# Calvin Lockhart
Calvin Lockhart, gebürtig Bert Cooper (* 18. Oktober 1934 in Nassau, Bahamas; † 29. März 2007 ebenda) war ein von den Bahamas stammender, US-amerikanischer Schauspieler bei Bühne und Film, ein Semi-Star des US-Blaxploitation-Kinos der späten 1960er und frühen 1970er Jahre.

## Leben und Wirken
Bert Cooper wuchs in seiner Geburtsstadt Nassau auf und entschloss sich mit 19 Jahren nach New York City zu gehen, um dort Ingenieurswesen zu studieren. Dort begann er sich stattdessen rasch für die Schauspielerei zu interessieren und schloss sich der Theatertruppe des YMCA an. Sein theoretisches Handwerk erlernte er bei der berühmten deutschen Schauspiellehrerin Uta Hagen. Zum Jahresbeginn 1960 stieß Cooper, der sich nunmehr Calvin Lockhart nannte, an den Broadway und gab dort im Februar desselben Jahres sein Profi-Debüt in dem von Robert Rossen inszenierten Stück The Cool World am Eugene O’Neill Theatre. Das Stück war ein Riesenflop und wurde nach nur zwei Aufführungen wieder abgesetzt. Monate später übernahm Lockhart von Billy Dee Williams in A Taste of Honey die heikle Rolle eines schwarzen Seemanns, der ein weißes Mädchen schwängert – ein zu jener Zeit, als auch in den USA noch de facto strikte Rassentrennung herrschte, ungemein gewagtes Szenenarrangement.
Im darauf folgenden Jahr konnte man Lockhart mit der Hauptrolle in seinem ersten Film sehen, eine obskure, italienische Produktion namens Palmen, Meer und stolze Hähne, die in der Karibik spielte. Lockhart verließ daraufhin den amerikanischen Kontinent und übersiedelte nach Europa. Nach einem winzigen Auftritt in dem Cleopatra-Film mit Elizabeth Taylor ließ er sich in London nieder, wo er bis zum Ende des Jahrzehnts blieb. Lockhart erhielt zunächst eine Einladung zur Mitwirkung an der Royal Shakespeare Company in Stratford-upon-Avon und spielte kleine Rollen in einzelnen Folgen britischer Fernsehserien. Ab 1967 wurde er auch regelmäßig mit Nebenrollen in britischen Kinofilmen besetzt. Mit seiner Rolle eines Nachtclubbesitzers in dem das Swinging London der Ende-60er-Jahre reflektierenden Zeitbild Joanna wurde der schwarze Schauspieler erneut zum Vehikel eines gezielten Rassentabubruchs: Lockharts Charakter hatte eine Liebesszene mit der weißen Hauptdarstellerin.
Calvin Lockharts Karriere begann Fahrt aufzunehmen, als er 1969 in die USA zurückkehrte, um in Wenn es Nacht wird in Manhattan, dem ersten Blaxploitation-Krimi von Bedeutung – Filme (zumeist aus dem großstädtischen Polizei-, Gangster- und Zuhältermilieu) von Schwarzen für Schwarze gedreht, aus einem primär schwarzen Blickwinkel – an der Seite der Genre-Stars Godfrey Cambridge und Raymond St. Jacques die dritte Hauptrolle zu übernehmen. In diesem vom bekannten farbigen Schauspieler Ossie Davis inszenierten Streifen spielte er den zwielichtigen Reverend Deke O’Malley. Der große Erfolg dieses Streifens, infolge dessen auch weitere Blaxploitation-Klassiker wie etwa die Shaft-Filmreihe auf den Markt geworfen wurden, brachte Lockhart bis Mitte der 1970er Jahre weitere Rollenangebote als attraktiven Gangster und undurchsichtige Type ein, die ihn an die Seite von schwarzen Stars der Branche wie Sidney Poitier, Harry Belafonte und Bill Cosby führten. Er inszenierte den 1974 veröffentlichten Film Every Nigger Is a Star, der seine einzige Regiearbeit blieb.
Nebenbei sah man Lockhart aber auch in gänzlich anderen Stoffen, etwa an der Seite von Marcello Mastroianni in der britischen Komödie Leo, der Letzte und neben Mae West in dem filmischen Kuriosum Myra Breckinridge – Mann oder Frau?. Bereits in der zweiten Hälfte der 1970er Jahre flaute der Blaxploitation-Boom merklich ab, und Lockhart war fortan deutlich seltener im Kino zu sehen. Auch vom Fernsehen erhielt der Mann von den Bahamas kaum Lohnendes angeboten, durchgehende Rolle spielte er zeitweilig in dem Serienhit Der Denver-Clan. Anschließend verschwand der Schauspieler komplett aus dem Blickfeld der Öffentlichkeit und kehrte auf die Bahamas zurück. Dort erhielt der 72-Jährige unmittelbar vor seinem Tode wieder eine Rolle in einem Film angeboten; die Premiere von Rain, so der Titel, erlebte der an einem Schlaganfall gestorbene Calvin Lockhart jedoch nicht mehr.

## Filmografie
- 1961: Palmen, Meer und stolze Hähne (Venere creola)
- 1962: Cleopatra
- 1967: Katanga (The Mercenaries)
- 1967: Todestanz eines Killers (A Dandy in Aspic)
- 1967: Salz und Pfeffer (Salt and Pepper)
- 1967: Nur über eine Leiche (Only When I Larf)
- 1968: Der Haftbefehl (Nobody Runs Forever)
- 1968: Joanna
- 1969: Halls of Anger
- 1969: Leo, der Letzte (Leo the Last)
- 1969: Wenn es Nacht wird in Manhattan (Cotton Comes to Harlem)
- 1970: Myra Breckinridge – Mann oder Frau? (Myra Breckinridge)
- 1972: Melinda
- 1973: Le Grabuge
- 1973: Contratto carnale
- 1973: Mondblut (The Beast Must Die)
- 1973: Samstagnacht im Viertel der Schwarzen (Uptown Saturday Night)
- 1974: Every Nigger Is a Star (auch Regie)
- 1974: Honeybaby, Honeybaby
- 1975: Drehn wir noch’n Ding (Let’s Do It Again)
- 1975: The Marijuana Affair
- 1977: The Baron
- 1979: Der Abstauber: (The Baltimore Bullet)
- 1985–86: Der Denver-Clan (Dynasty, TV-Serie, durchgehende Rolle)
- 1987: Der Prinz aus Zamunda (Coming to America)
- 1989: Wild at Heart – Die Geschichte von Sailor und Lula (Wild at Heart)
- 1990: Predator 2
- 1992: Twin Peaks – Der Film (Twin Peaks: Fire Walk with Me)
- 2007: Rain